# عرب العطيات البحرية
قرية عرب العطيات البحرية هي إحدى القرى التابعة لمركز أبنوب في محافظة أسيوط في جمهورية مصر العربية. حسب إحصاءات سنة 2006، بلغ إجمالي السكان في عرب العطيات البحرية 11742 نسمة، منهم 5959 رجل و5783 امرأة.